# 2011-es katalán körverseny
A 2011-es katalán körverseny (spanyolul:Volta a Cataluña 2011) a 91. kerékpárverseny volt 1922 óta. 2011. március 21-én kezdődött a Lloret de Marban és március 27-én ért véget Barcelonában. A verseny része a 2011-es UCI World Tour-nak és 7 szakaszból állt. Az összetett versenyt Alberto Contador nyerte meg.

## Részt vevő csapatok
A 18 World Tour csapaton kívül 6 csapat kapott szabadkártyát, így alakult ki a 24 csapatos mezőny.
ProTour csapatok:
 AG2R La Mondiale ·   Astana ·   Movistar ·   Euskaltel–Euskadi ·   Garmin–Cervelo ·   Lampre–ISD ·   Liquigas–Cannondale ·   Omega Pharma–Lotto ·   Quick Step ·   Rabobank ·   HTC-Highroad ·   Katyusa ·   BMC Racing Team ·   Saxo Bank SunGard ·   Sky Procycling ·  Team Leopard-Trek ·  Team RadioShack ·  Vacansoleil
Profi kontinentális csapatok:
 Andalucía Caja Granada ·   CCC Polsat Polkowice ·   Cofidis ·   Caja Rural ·   Colombia es Pasión-Café de Colombia ·   Geox-TMC

## Szakaszok
2011-ben a verseny 7 szakaszból állt.
| Szakasz | Dátum       | Útvonal                            | Hossz    | Győztes             |
| ------- | ----------- | ---------------------------------- | -------- | ------------------- |
| 1.      | március 21. | Lloret de Mar - Lloret de Mar      | 166,9 km | Gatis Smukulis      |
| 2.      | március 22. | Santa Coloma de Farners - Banyoles | 169,3 km | Alessandro Petacchi |
| 3.      | március 23. | La Vall d'en Bas - Vallnord        | 183,9 km | Alberto Contador    |
| 4.      | március 24. | La Seu d'Urgell - El Vendrell      | 195 km   | Manuel Cardozo      |
| 5.      | március 25. | El Vendrell - Tarragona            | 213,5 km | Samuel Dumoulin     |
| 6.      | március 26. | Tarragona - Mollet del Vallès      | 189,5 km | José Joaquin Rojas  |
| 7.      | március 27. | Paret del Vallés - Barcelona       | 124,5 km | Samuel Dumoulin     |

## Összetett táblázat
|    | Versenyző               | Csapat              | Idő                  |
| -- | ----------------------- | ------------------- | -------------------- |
| 1  | Alberto Contador (ESP)  | Saxo Bank SunGard   | 29:24:42             |
| 2  | Michelle Scarponi (ITA) | Lampre-ISD          | 29:25:05 (+00:00:23) |
| 3  | Daniel Martin (IRL)     | Garmin-Cervelo      | 29:25:17 (+00:00:35) |
| 4  | Chris Horner (USA)      | Team RadioShack     | 29:25:17 (+00:00:35) |
| 5  | Rigoberto Uran (COL)    | Sky Procycling      | 29:25:20 (+00:00:38) |
| 6  | Xavier Tondó (ESP)      | Movistar            | 29:25:20 (+00:00:38) |
| 7  | Ivan Basso (ITA)        | Liquigas-Cannondale | 29:25:20 (+00:00:38) |
| 8  | Cadel Evans (AUS)       | BMC Racing Team     | 29:25:32 (+00:00:50) |
| 9  | Kevin Seeldrayers (BEL) | Quick Step          | 29:25:54 (+00:01:12) |
| 10 | Bauke Mollema (NED)     | Rabobank            | 29:25:54 (+00:01:12) |

## Összegzés
| Szakasz (győztes)                | Összetett verseny | Hegyi pontverseny | Sprintverseny        | Csapatverseny   |
| -------------------------------- | ----------------- | ----------------- | -------------------- | --------------- |
| 1. szakasz (Gatis Smukulis)      | Gatis Smukulis    | Gatis Smukulis    | Ben Gastauer         | HTC-Highroad    |
| 2. szakasz (Alessandro Petacchi) | Gatis Smukulis    | Julian Sanchez    | Rubén Pérez          | HTC-Highroad    |
| 3. szakasz (Alberto Contador)    | Alberto Contador  | Alberto Contador  | José Vicente Toribio | Team RadioShack |
| 4. szakasz (Manuel Cardoso)      | Alberto Contador  | Alberto Contador  | Rubén Pérez          | Team RadioShack |
| 5. szakasz (Samuel Dumoulin)     | Alberto Contador  | Nairo Quintana    | Rubén Pérez          | Team RadioShack |
| 6. szakasz (José Joaquín Rojas)  | Alberto Contador  | Nairo Quintana    | Rubén Pérez          | Team RadioShack |
| 7. szakasz (Samuel Dumoulin)     | Alberto Contador  | Nairo Quintana    | Rubén Pérez          | Team RadioShack |
| Végeredmény                      | Alberto Contador  | Nairo Quintana    | Rubén Pérez          | Team RadioShack |

## Külső hivatkozások
- Hivatalos honlap